# Bydel Vinderen (1988–2003)
Vinderen var en administrativ enhed i Oslo som gjaldt i perioden 1988-2003. Den bestod blandt andet Gausta, Majorstuen og Smestad. Arealet var på 10,3 kvadratkilometer, og folketallet var ved århundredskiftet på omkring 19.500.
Ved bydelsreformen i 2004 blev Gaustad-området tilført den nye Bydel Nordre Aker, mens bydelen for øvrigt blev en del af den nye Bydel Vestre Aker. 
Bydelens logo viste et stiliseret billede af Holmenkollbakken og Holmenkollen kapell.
59°56′32.7″N 10°42′16.8″Ø / 59.942417°N 10.704667°Ø